# Салазара близнюки (шахи)
Близнюки́ Салаза́ра — задачі-близнюки, які відрізняються один від одного хибною (ілюзорною) і дійсною грою.

## Історія
Такий вид близнюків запропонував у 1968 іспанський шаховий композитор Франціско Салазар (28.02.1924 — 07.06.2000)
Вид близнюків, які він запропонував, цікаві тим, що всі близнюки ідейно пов'язані між собою, але гра в кожному є різна, і відповідно важче знайти розв'язки.
Ці близнюки дістали назву — близнюки Салазара. В шаховій композиції є ще тема, яка має назву — тема Салазара. 
|   | a | b | c | d | e | f | g | h |   |
| 8 | a8 чорний ферзь · d8 чорний кінь · h8 чорний слон · d7 чорний слон · b6 білий слон · e6 чорний пішак · g5 чорний пішак · h5 білий кінь · a4 чорна тура · b4 біла тура · c4 чорна тура · e4 чорний король · g4 чорний пішак · h4 білий пішак · e3 білий кінь · g3 білий ферзь · c2 білий пішак · f2 білий король | a8 чорний ферзь · d8 чорний кінь · h8 чорний слон · d7 чорний слон · b6 білий слон · e6 чорний пішак · g5 чорний пішак · h5 білий кінь · a4 чорна тура · b4 біла тура · c4 чорна тура · e4 чорний король · g4 чорний пішак · h4 білий пішак · e3 білий кінь · g3 білий ферзь · c2 білий пішак · f2 білий король | a8 чорний ферзь · d8 чорний кінь · h8 чорний слон · d7 чорний слон · b6 білий слон · e6 чорний пішак · g5 чорний пішак · h5 білий кінь · a4 чорна тура · b4 біла тура · c4 чорна тура · e4 чорний король · g4 чорний пішак · h4 білий пішак · e3 білий кінь · g3 білий ферзь · c2 білий пішак · f2 білий король | a8 чорний ферзь · d8 чорний кінь · h8 чорний слон · d7 чорний слон · b6 білий слон · e6 чорний пішак · g5 чорний пішак · h5 білий кінь · a4 чорна тура · b4 біла тура · c4 чорна тура · e4 чорний король · g4 чорний пішак · h4 білий пішак · e3 білий кінь · g3 білий ферзь · c2 білий пішак · f2 білий король | a8 чорний ферзь · d8 чорний кінь · h8 чорний слон · d7 чорний слон · b6 білий слон · e6 чорний пішак · g5 чорний пішак · h5 білий кінь · a4 чорна тура · b4 біла тура · c4 чорна тура · e4 чорний король · g4 чорний пішак · h4 білий пішак · e3 білий кінь · g3 білий ферзь · c2 білий пішак · f2 білий король | a8 чорний ферзь · d8 чорний кінь · h8 чорний слон · d7 чорний слон · b6 білий слон · e6 чорний пішак · g5 чорний пішак · h5 білий кінь · a4 чорна тура · b4 біла тура · c4 чорна тура · e4 чорний король · g4 чорний пішак · h4 білий пішак · e3 білий кінь · g3 білий ферзь · c2 білий пішак · f2 білий король | a8 чорний ферзь · d8 чорний кінь · h8 чорний слон · d7 чорний слон · b6 білий слон · e6 чорний пішак · g5 чорний пішак · h5 білий кінь · a4 чорна тура · b4 біла тура · c4 чорна тура · e4 чорний король · g4 чорний пішак · h4 білий пішак · e3 білий кінь · g3 білий ферзь · c2 білий пішак · f2 білий король | a8 чорний ферзь · d8 чорний кінь · h8 чорний слон · d7 чорний слон · b6 білий слон · e6 чорний пішак · g5 чорний пішак · h5 білий кінь · a4 чорна тура · b4 біла тура · c4 чорна тура · e4 чорний король · g4 чорний пішак · h4 білий пішак · e3 білий кінь · g3 білий ферзь · c2 білий пішак · f2 білий король | 8 |
| 7 | a8 чорний ферзь · d8 чорний кінь · h8 чорний слон · d7 чорний слон · b6 білий слон · e6 чорний пішак · g5 чорний пішак · h5 білий кінь · a4 чорна тура · b4 біла тура · c4 чорна тура · e4 чорний король · g4 чорний пішак · h4 білий пішак · e3 білий кінь · g3 білий ферзь · c2 білий пішак · f2 білий король | a8 чорний ферзь · d8 чорний кінь · h8 чорний слон · d7 чорний слон · b6 білий слон · e6 чорний пішак · g5 чорний пішак · h5 білий кінь · a4 чорна тура · b4 біла тура · c4 чорна тура · e4 чорний король · g4 чорний пішак · h4 білий пішак · e3 білий кінь · g3 білий ферзь · c2 білий пішак · f2 білий король | a8 чорний ферзь · d8 чорний кінь · h8 чорний слон · d7 чорний слон · b6 білий слон · e6 чорний пішак · g5 чорний пішак · h5 білий кінь · a4 чорна тура · b4 біла тура · c4 чорна тура · e4 чорний король · g4 чорний пішак · h4 білий пішак · e3 білий кінь · g3 білий ферзь · c2 білий пішак · f2 білий король | a8 чорний ферзь · d8 чорний кінь · h8 чорний слон · d7 чорний слон · b6 білий слон · e6 чорний пішак · g5 чорний пішак · h5 білий кінь · a4 чорна тура · b4 біла тура · c4 чорна тура · e4 чорний король · g4 чорний пішак · h4 білий пішак · e3 білий кінь · g3 білий ферзь · c2 білий пішак · f2 білий король | a8 чорний ферзь · d8 чорний кінь · h8 чорний слон · d7 чорний слон · b6 білий слон · e6 чорний пішак · g5 чорний пішак · h5 білий кінь · a4 чорна тура · b4 біла тура · c4 чорна тура · e4 чорний король · g4 чорний пішак · h4 білий пішак · e3 білий кінь · g3 білий ферзь · c2 білий пішак · f2 білий король | a8 чорний ферзь · d8 чорний кінь · h8 чорний слон · d7 чорний слон · b6 білий слон · e6 чорний пішак · g5 чорний пішак · h5 білий кінь · a4 чорна тура · b4 біла тура · c4 чорна тура · e4 чорний король · g4 чорний пішак · h4 білий пішак · e3 білий кінь · g3 білий ферзь · c2 білий пішак · f2 білий король | a8 чорний ферзь · d8 чорний кінь · h8 чорний слон · d7 чорний слон · b6 білий слон · e6 чорний пішак · g5 чорний пішак · h5 білий кінь · a4 чорна тура · b4 біла тура · c4 чорна тура · e4 чорний король · g4 чорний пішак · h4 білий пішак · e3 білий кінь · g3 білий ферзь · c2 білий пішак · f2 білий король | a8 чорний ферзь · d8 чорний кінь · h8 чорний слон · d7 чорний слон · b6 білий слон · e6 чорний пішак · g5 чорний пішак · h5 білий кінь · a4 чорна тура · b4 біла тура · c4 чорна тура · e4 чорний король · g4 чорний пішак · h4 білий пішак · e3 білий кінь · g3 білий ферзь · c2 білий пішак · f2 білий король | 7 |
| 6 | a8 чорний ферзь · d8 чорний кінь · h8 чорний слон · d7 чорний слон · b6 білий слон · e6 чорний пішак · g5 чорний пішак · h5 білий кінь · a4 чорна тура · b4 біла тура · c4 чорна тура · e4 чорний король · g4 чорний пішак · h4 білий пішак · e3 білий кінь · g3 білий ферзь · c2 білий пішак · f2 білий король | a8 чорний ферзь · d8 чорний кінь · h8 чорний слон · d7 чорний слон · b6 білий слон · e6 чорний пішак · g5 чорний пішак · h5 білий кінь · a4 чорна тура · b4 біла тура · c4 чорна тура · e4 чорний король · g4 чорний пішак · h4 білий пішак · e3 білий кінь · g3 білий ферзь · c2 білий пішак · f2 білий король | a8 чорний ферзь · d8 чорний кінь · h8 чорний слон · d7 чорний слон · b6 білий слон · e6 чорний пішак · g5 чорний пішак · h5 білий кінь · a4 чорна тура · b4 біла тура · c4 чорна тура · e4 чорний король · g4 чорний пішак · h4 білий пішак · e3 білий кінь · g3 білий ферзь · c2 білий пішак · f2 білий король | a8 чорний ферзь · d8 чорний кінь · h8 чорний слон · d7 чорний слон · b6 білий слон · e6 чорний пішак · g5 чорний пішак · h5 білий кінь · a4 чорна тура · b4 біла тура · c4 чорна тура · e4 чорний король · g4 чорний пішак · h4 білий пішак · e3 білий кінь · g3 білий ферзь · c2 білий пішак · f2 білий король | a8 чорний ферзь · d8 чорний кінь · h8 чорний слон · d7 чорний слон · b6 білий слон · e6 чорний пішак · g5 чорний пішак · h5 білий кінь · a4 чорна тура · b4 біла тура · c4 чорна тура · e4 чорний король · g4 чорний пішак · h4 білий пішак · e3 білий кінь · g3 білий ферзь · c2 білий пішак · f2 білий король | a8 чорний ферзь · d8 чорний кінь · h8 чорний слон · d7 чорний слон · b6 білий слон · e6 чорний пішак · g5 чорний пішак · h5 білий кінь · a4 чорна тура · b4 біла тура · c4 чорна тура · e4 чорний король · g4 чорний пішак · h4 білий пішак · e3 білий кінь · g3 білий ферзь · c2 білий пішак · f2 білий король | a8 чорний ферзь · d8 чорний кінь · h8 чорний слон · d7 чорний слон · b6 білий слон · e6 чорний пішак · g5 чорний пішак · h5 білий кінь · a4 чорна тура · b4 біла тура · c4 чорна тура · e4 чорний король · g4 чорний пішак · h4 білий пішак · e3 білий кінь · g3 білий ферзь · c2 білий пішак · f2 білий король | a8 чорний ферзь · d8 чорний кінь · h8 чорний слон · d7 чорний слон · b6 білий слон · e6 чорний пішак · g5 чорний пішак · h5 білий кінь · a4 чорна тура · b4 біла тура · c4 чорна тура · e4 чорний король · g4 чорний пішак · h4 білий пішак · e3 білий кінь · g3 білий ферзь · c2 білий пішак · f2 білий король | 6 |
| 5 | a8 чорний ферзь · d8 чорний кінь · h8 чорний слон · d7 чорний слон · b6 білий слон · e6 чорний пішак · g5 чорний пішак · h5 білий кінь · a4 чорна тура · b4 біла тура · c4 чорна тура · e4 чорний король · g4 чорний пішак · h4 білий пішак · e3 білий кінь · g3 білий ферзь · c2 білий пішак · f2 білий король | a8 чорний ферзь · d8 чорний кінь · h8 чорний слон · d7 чорний слон · b6 білий слон · e6 чорний пішак · g5 чорний пішак · h5 білий кінь · a4 чорна тура · b4 біла тура · c4 чорна тура · e4 чорний король · g4 чорний пішак · h4 білий пішак · e3 білий кінь · g3 білий ферзь · c2 білий пішак · f2 білий король | a8 чорний ферзь · d8 чорний кінь · h8 чорний слон · d7 чорний слон · b6 білий слон · e6 чорний пішак · g5 чорний пішак · h5 білий кінь · a4 чорна тура · b4 біла тура · c4 чорна тура · e4 чорний король · g4 чорний пішак · h4 білий пішак · e3 білий кінь · g3 білий ферзь · c2 білий пішак · f2 білий король | a8 чорний ферзь · d8 чорний кінь · h8 чорний слон · d7 чорний слон · b6 білий слон · e6 чорний пішак · g5 чорний пішак · h5 білий кінь · a4 чорна тура · b4 біла тура · c4 чорна тура · e4 чорний король · g4 чорний пішак · h4 білий пішак · e3 білий кінь · g3 білий ферзь · c2 білий пішак · f2 білий король | a8 чорний ферзь · d8 чорний кінь · h8 чорний слон · d7 чорний слон · b6 білий слон · e6 чорний пішак · g5 чорний пішак · h5 білий кінь · a4 чорна тура · b4 біла тура · c4 чорна тура · e4 чорний король · g4 чорний пішак · h4 білий пішак · e3 білий кінь · g3 білий ферзь · c2 білий пішак · f2 білий король | a8 чорний ферзь · d8 чорний кінь · h8 чорний слон · d7 чорний слон · b6 білий слон · e6 чорний пішак · g5 чорний пішак · h5 білий кінь · a4 чорна тура · b4 біла тура · c4 чорна тура · e4 чорний король · g4 чорний пішак · h4 білий пішак · e3 білий кінь · g3 білий ферзь · c2 білий пішак · f2 білий король | a8 чорний ферзь · d8 чорний кінь · h8 чорний слон · d7 чорний слон · b6 білий слон · e6 чорний пішак · g5 чорний пішак · h5 білий кінь · a4 чорна тура · b4 біла тура · c4 чорна тура · e4 чорний король · g4 чорний пішак · h4 білий пішак · e3 білий кінь · g3 білий ферзь · c2 білий пішак · f2 білий король | a8 чорний ферзь · d8 чорний кінь · h8 чорний слон · d7 чорний слон · b6 білий слон · e6 чорний пішак · g5 чорний пішак · h5 білий кінь · a4 чорна тура · b4 біла тура · c4 чорна тура · e4 чорний король · g4 чорний пішак · h4 білий пішак · e3 білий кінь · g3 білий ферзь · c2 білий пішак · f2 білий король | 5 |
| 4 | a8 чорний ферзь · d8 чорний кінь · h8 чорний слон · d7 чорний слон · b6 білий слон · e6 чорний пішак · g5 чорний пішак · h5 білий кінь · a4 чорна тура · b4 біла тура · c4 чорна тура · e4 чорний король · g4 чорний пішак · h4 білий пішак · e3 білий кінь · g3 білий ферзь · c2 білий пішак · f2 білий король | a8 чорний ферзь · d8 чорний кінь · h8 чорний слон · d7 чорний слон · b6 білий слон · e6 чорний пішак · g5 чорний пішак · h5 білий кінь · a4 чорна тура · b4 біла тура · c4 чорна тура · e4 чорний король · g4 чорний пішак · h4 білий пішак · e3 білий кінь · g3 білий ферзь · c2 білий пішак · f2 білий король | a8 чорний ферзь · d8 чорний кінь · h8 чорний слон · d7 чорний слон · b6 білий слон · e6 чорний пішак · g5 чорний пішак · h5 білий кінь · a4 чорна тура · b4 біла тура · c4 чорна тура · e4 чорний король · g4 чорний пішак · h4 білий пішак · e3 білий кінь · g3 білий ферзь · c2 білий пішак · f2 білий король | a8 чорний ферзь · d8 чорний кінь · h8 чорний слон · d7 чорний слон · b6 білий слон · e6 чорний пішак · g5 чорний пішак · h5 білий кінь · a4 чорна тура · b4 біла тура · c4 чорна тура · e4 чорний король · g4 чорний пішак · h4 білий пішак · e3 білий кінь · g3 білий ферзь · c2 білий пішак · f2 білий король | a8 чорний ферзь · d8 чорний кінь · h8 чорний слон · d7 чорний слон · b6 білий слон · e6 чорний пішак · g5 чорний пішак · h5 білий кінь · a4 чорна тура · b4 біла тура · c4 чорна тура · e4 чорний король · g4 чорний пішак · h4 білий пішак · e3 білий кінь · g3 білий ферзь · c2 білий пішак · f2 білий король | a8 чорний ферзь · d8 чорний кінь · h8 чорний слон · d7 чорний слон · b6 білий слон · e6 чорний пішак · g5 чорний пішак · h5 білий кінь · a4 чорна тура · b4 біла тура · c4 чорна тура · e4 чорний король · g4 чорний пішак · h4 білий пішак · e3 білий кінь · g3 білий ферзь · c2 білий пішак · f2 білий король | a8 чорний ферзь · d8 чорний кінь · h8 чорний слон · d7 чорний слон · b6 білий слон · e6 чорний пішак · g5 чорний пішак · h5 білий кінь · a4 чорна тура · b4 біла тура · c4 чорна тура · e4 чорний король · g4 чорний пішак · h4 білий пішак · e3 білий кінь · g3 білий ферзь · c2 білий пішак · f2 білий король | a8 чорний ферзь · d8 чорний кінь · h8 чорний слон · d7 чорний слон · b6 білий слон · e6 чорний пішак · g5 чорний пішак · h5 білий кінь · a4 чорна тура · b4 біла тура · c4 чорна тура · e4 чорний король · g4 чорний пішак · h4 білий пішак · e3 білий кінь · g3 білий ферзь · c2 білий пішак · f2 білий король | 4 |
| 3 | a8 чорний ферзь · d8 чорний кінь · h8 чорний слон · d7 чорний слон · b6 білий слон · e6 чорний пішак · g5 чорний пішак · h5 білий кінь · a4 чорна тура · b4 біла тура · c4 чорна тура · e4 чорний король · g4 чорний пішак · h4 білий пішак · e3 білий кінь · g3 білий ферзь · c2 білий пішак · f2 білий король | a8 чорний ферзь · d8 чорний кінь · h8 чорний слон · d7 чорний слон · b6 білий слон · e6 чорний пішак · g5 чорний пішак · h5 білий кінь · a4 чорна тура · b4 біла тура · c4 чорна тура · e4 чорний король · g4 чорний пішак · h4 білий пішак · e3 білий кінь · g3 білий ферзь · c2 білий пішак · f2 білий король | a8 чорний ферзь · d8 чорний кінь · h8 чорний слон · d7 чорний слон · b6 білий слон · e6 чорний пішак · g5 чорний пішак · h5 білий кінь · a4 чорна тура · b4 біла тура · c4 чорна тура · e4 чорний король · g4 чорний пішак · h4 білий пішак · e3 білий кінь · g3 білий ферзь · c2 білий пішак · f2 білий король | a8 чорний ферзь · d8 чорний кінь · h8 чорний слон · d7 чорний слон · b6 білий слон · e6 чорний пішак · g5 чорний пішак · h5 білий кінь · a4 чорна тура · b4 біла тура · c4 чорна тура · e4 чорний король · g4 чорний пішак · h4 білий пішак · e3 білий кінь · g3 білий ферзь · c2 білий пішак · f2 білий король | a8 чорний ферзь · d8 чорний кінь · h8 чорний слон · d7 чорний слон · b6 білий слон · e6 чорний пішак · g5 чорний пішак · h5 білий кінь · a4 чорна тура · b4 біла тура · c4 чорна тура · e4 чорний король · g4 чорний пішак · h4 білий пішак · e3 білий кінь · g3 білий ферзь · c2 білий пішак · f2 білий король | a8 чорний ферзь · d8 чорний кінь · h8 чорний слон · d7 чорний слон · b6 білий слон · e6 чорний пішак · g5 чорний пішак · h5 білий кінь · a4 чорна тура · b4 біла тура · c4 чорна тура · e4 чорний король · g4 чорний пішак · h4 білий пішак · e3 білий кінь · g3 білий ферзь · c2 білий пішак · f2 білий король | a8 чорний ферзь · d8 чорний кінь · h8 чорний слон · d7 чорний слон · b6 білий слон · e6 чорний пішак · g5 чорний пішак · h5 білий кінь · a4 чорна тура · b4 біла тура · c4 чорна тура · e4 чорний король · g4 чорний пішак · h4 білий пішак · e3 білий кінь · g3 білий ферзь · c2 білий пішак · f2 білий король | a8 чорний ферзь · d8 чорний кінь · h8 чорний слон · d7 чорний слон · b6 білий слон · e6 чорний пішак · g5 чорний пішак · h5 білий кінь · a4 чорна тура · b4 біла тура · c4 чорна тура · e4 чорний король · g4 чорний пішак · h4 білий пішак · e3 білий кінь · g3 білий ферзь · c2 білий пішак · f2 білий король | 3 |
| 2 | a8 чорний ферзь · d8 чорний кінь · h8 чорний слон · d7 чорний слон · b6 білий слон · e6 чорний пішак · g5 чорний пішак · h5 білий кінь · a4 чорна тура · b4 біла тура · c4 чорна тура · e4 чорний король · g4 чорний пішак · h4 білий пішак · e3 білий кінь · g3 білий ферзь · c2 білий пішак · f2 білий король | a8 чорний ферзь · d8 чорний кінь · h8 чорний слон · d7 чорний слон · b6 білий слон · e6 чорний пішак · g5 чорний пішак · h5 білий кінь · a4 чорна тура · b4 біла тура · c4 чорна тура · e4 чорний король · g4 чорний пішак · h4 білий пішак · e3 білий кінь · g3 білий ферзь · c2 білий пішак · f2 білий король | a8 чорний ферзь · d8 чорний кінь · h8 чорний слон · d7 чорний слон · b6 білий слон · e6 чорний пішак · g5 чорний пішак · h5 білий кінь · a4 чорна тура · b4 біла тура · c4 чорна тура · e4 чорний король · g4 чорний пішак · h4 білий пішак · e3 білий кінь · g3 білий ферзь · c2 білий пішак · f2 білий король | a8 чорний ферзь · d8 чорний кінь · h8 чорний слон · d7 чорний слон · b6 білий слон · e6 чорний пішак · g5 чорний пішак · h5 білий кінь · a4 чорна тура · b4 біла тура · c4 чорна тура · e4 чорний король · g4 чорний пішак · h4 білий пішак · e3 білий кінь · g3 білий ферзь · c2 білий пішак · f2 білий король | a8 чорний ферзь · d8 чорний кінь · h8 чорний слон · d7 чорний слон · b6 білий слон · e6 чорний пішак · g5 чорний пішак · h5 білий кінь · a4 чорна тура · b4 біла тура · c4 чорна тура · e4 чорний король · g4 чорний пішак · h4 білий пішак · e3 білий кінь · g3 білий ферзь · c2 білий пішак · f2 білий король | a8 чорний ферзь · d8 чорний кінь · h8 чорний слон · d7 чорний слон · b6 білий слон · e6 чорний пішак · g5 чорний пішак · h5 білий кінь · a4 чорна тура · b4 біла тура · c4 чорна тура · e4 чорний король · g4 чорний пішак · h4 білий пішак · e3 білий кінь · g3 білий ферзь · c2 білий пішак · f2 білий король | a8 чорний ферзь · d8 чорний кінь · h8 чорний слон · d7 чорний слон · b6 білий слон · e6 чорний пішак · g5 чорний пішак · h5 білий кінь · a4 чорна тура · b4 біла тура · c4 чорна тура · e4 чорний король · g4 чорний пішак · h4 білий пішак · e3 білий кінь · g3 білий ферзь · c2 білий пішак · f2 білий король | a8 чорний ферзь · d8 чорний кінь · h8 чорний слон · d7 чорний слон · b6 білий слон · e6 чорний пішак · g5 чорний пішак · h5 білий кінь · a4 чорна тура · b4 біла тура · c4 чорна тура · e4 чорний король · g4 чорний пішак · h4 білий пішак · e3 білий кінь · g3 білий ферзь · c2 білий пішак · f2 білий король | 2 |
| 1 | a8 чорний ферзь · d8 чорний кінь · h8 чорний слон · d7 чорний слон · b6 білий слон · e6 чорний пішак · g5 чорний пішак · h5 білий кінь · a4 чорна тура · b4 біла тура · c4 чорна тура · e4 чорний король · g4 чорний пішак · h4 білий пішак · e3 білий кінь · g3 білий ферзь · c2 білий пішак · f2 білий король | a8 чорний ферзь · d8 чорний кінь · h8 чорний слон · d7 чорний слон · b6 білий слон · e6 чорний пішак · g5 чорний пішак · h5 білий кінь · a4 чорна тура · b4 біла тура · c4 чорна тура · e4 чорний король · g4 чорний пішак · h4 білий пішак · e3 білий кінь · g3 білий ферзь · c2 білий пішак · f2 білий король | a8 чорний ферзь · d8 чорний кінь · h8 чорний слон · d7 чорний слон · b6 білий слон · e6 чорний пішак · g5 чорний пішак · h5 білий кінь · a4 чорна тура · b4 біла тура · c4 чорна тура · e4 чорний король · g4 чорний пішак · h4 білий пішак · e3 білий кінь · g3 білий ферзь · c2 білий пішак · f2 білий король | a8 чорний ферзь · d8 чорний кінь · h8 чорний слон · d7 чорний слон · b6 білий слон · e6 чорний пішак · g5 чорний пішак · h5 білий кінь · a4 чорна тура · b4 біла тура · c4 чорна тура · e4 чорний король · g4 чорний пішак · h4 білий пішак · e3 білий кінь · g3 білий ферзь · c2 білий пішак · f2 білий король | a8 чорний ферзь · d8 чорний кінь · h8 чорний слон · d7 чорний слон · b6 білий слон · e6 чорний пішак · g5 чорний пішак · h5 білий кінь · a4 чорна тура · b4 біла тура · c4 чорна тура · e4 чорний король · g4 чорний пішак · h4 білий пішак · e3 білий кінь · g3 білий ферзь · c2 білий пішак · f2 білий король | a8 чорний ферзь · d8 чорний кінь · h8 чорний слон · d7 чорний слон · b6 білий слон · e6 чорний пішак · g5 чорний пішак · h5 білий кінь · a4 чорна тура · b4 біла тура · c4 чорна тура · e4 чорний король · g4 чорний пішак · h4 білий пішак · e3 білий кінь · g3 білий ферзь · c2 білий пішак · f2 білий король | a8 чорний ферзь · d8 чорний кінь · h8 чорний слон · d7 чорний слон · b6 білий слон · e6 чорний пішак · g5 чорний пішак · h5 білий кінь · a4 чорна тура · b4 біла тура · c4 чорна тура · e4 чорний король · g4 чорний пішак · h4 білий пішак · e3 білий кінь · g3 білий ферзь · c2 білий пішак · f2 білий король | a8 чорний ферзь · d8 чорний кінь · h8 чорний слон · d7 чорний слон · b6 білий слон · e6 чорний пішак · g5 чорний пішак · h5 білий кінь · a4 чорна тура · b4 біла тура · c4 чорна тура · e4 чорний король · g4 чорний пішак · h4 білий пішак · e3 білий кінь · g3 білий ферзь · c2 білий пішак · f2 білий король | 1 |
|   | a | b | c | d | e | f | g | h |   |

b) d7→f1
a) 1. ... e5 2. Dg2 #
    1. Dc7? ~ 2. Sg3 #
    1. ... e5 2. Dc4 #, 1... Le5!
    1. Dd6! ~ 2. Sg3 #
    1. ... e5 2. Dd3 #
b) 1. ... e5 2. Dg4 #
    1. Dd6? ~ 2. Sg3 #
    1. ... e5 2. Dg6 #, 1... Le5!
    1. Dc7! ~ 2. Sg3 #
    1. ... e5 2. Dh7 #
В кожному близнюку проходить трифазна переміна мату на хід чорних 1. ... e5, а в обох близнюках на цей хід мат міняється 6 раз.